# FK-5-1-12
 (novembre 2011).
Si vous disposez d'ouvrages ou d'articles de référence ou si vous connaissez des sites web de qualité traitant du thème abordé ici, merci de compléter l'article en donnant les références utiles à sa vérifiabilité et en les liant à la section « Notes et références ».
Le FK-5-1-12, ou Novec 1230, est un gaz inhibiteur de seconde génération utilisé en extinction automatique fabriqué par 3M.

## Caractéristiques principales
Il n’est pas conducteur d’électricité grâce à son fort pouvoir diélectrique. Il ne laisse aucun résidu sur les équipements après la diffusion. Il est liquide à température ambiante. Le fluide est en phase liquide dans le réseau de tuyauteries et se vaporise à la sortie des buses. Il est émis en un temps inférieur à 10 secondes. Cette détente abaisse légèrement la température du local sans toutefois créer de choc thermique.
Le FK-5-1-12 ou Novec 1230 agit sur le facteur  chaleur du tétraèdre du feu. De plus, il possède un faible niveau d’effet indésirable observable NOAEL  (de l'acronyme anglais « No Observable Adverse Effect Level  » – sensibilisation cardiaque et toxicité) soit 10 % et permet de préserver la sécurité du personnel dans les salles de déclenchement de l’incendie. Il possède une marge de sécurité de 67 à 150 % (calcul selon la concentration à la conception).
| -- Propriétés --                 | |
| -------------------------------- | --- |
| Agent Extincteur                 | FK-5-1-12 |
| Nom Commercial                   | Novec 1230 |
| Pression de service à 20 °C      | 25 ou 42 bar |
| Autre propriété physico-chimique | Liquide à température ambiante qui se vaporise à la sortie des buses |
| Temps de vaporisation            | Inférieur à 10 secondes |
| Classe de feux                   | * Classe A : pour les feux de surface (hors feux braisants et profonds) * Classe B : pour les feux solvants, d'hydrocarbures, huiles (les feux d'huiles nécessitent une étude technique spécifique préalable) |

## Utilisation / Applications
Le FK-5-1-12 ou Novec 1230 est utilisé dans les installations d’extinction incendie pour protéger :
- Salles informatiques et d’automatismes, datacenter
- Salles télécoms,
- Galeries de câbles,
- Salle de commande et de contrôle
- Salles de distribution électrique et de relayage BT
- Groupe électrogène
- Marine Civile ou militaire
- Aviation Civile ou militaire
- Sites de raffinerie
- Ferroviaire

## Réglementation, normes et environnement
Le FK-5-1-12 ou Novec 1230 n’est pas soumis aux contraintes liées à la réglementation F-Gaz. Il est préconisé dans la mise aux normes d’une installation existante au Hydrocarbure halogéné autrement appelé Halon ou HFC ou hydrofluorocarbure.
Il prend en compte les exigences relatives aux règlementations : 
- Protocole de Kyoto (16/05/2006) avec un Potentiel de Réchauffement Global inférieur à 1.
- Directive 2037/2000 du 01/10/2000 avec un Potentiel de Destruction de la couche d’ozone nul.
- Norme ISO 14520.
- Certification délivrée par le CNPP, à savoir certification APSAD : 
  - R7 règle d’installation : détection automatique d’incendie.
  - R13 règle d’installation : extinction automatique à gaz.
- REACH no 1907/2006 du 01/06/2007 - Numéro d’enregistrement 01-0000018239-65-0001.

Il a une durée de vie de cinq jours dans l’atmosphère.

## Certifications
- Certification CNPP APSAD
- Certification Bureau Veritas

## Autres gaz inhibiteurs
Autres gaz inhibiteurs utilisés en extinction automatique seulement :
- HFC-227ea commercialement appelé FM-200
- HFC-23 commercialement appelé FE-13